# José Tejedor
José Tejedor Sibate (La habana, 7 de agosto de 1922 - 4 de noviembre de 1991) fue un compositor, guitarrista y cantante de boleros.

## Carrera
José Tejedor comenzó su carrera haciendo presentaciones en su barrio, Santos Suárez; enfrentándose a los problemas que le traían el ser ciego, pobre y negro en una sociedad racista. Comenzó a presentarse en 1937 en el programa de radio La Corte Suprema del Arte en la estación CMQ.
Fue de gran importancia para su carrera el conocer a Luis Oviedo Medero, con quien entablaría una amistad y haría numerosas colaboraciones musicales en las que Oviedo cantaba con voz de falsete.
En 1959, como cantante profesional, realizó su primera grabación con la pequeña disquera Rosy y contó con la participación del pianista y arreglista Javier Vázquez. Más tarde, Tejedor sería contratado por la productora Discuba.
Casado con Mercedes de la Peña, con la que tuvo una hija ,Merceditas, nacida el 28 de octubre de 1959. Vivió hasta su muerte en el barrio de Lawton, en el municipio 10 de octubre.
Tejedor murió el 2 de noviembre de 1991, en el Hospital La Dependiente del municipio 10 de octubre, víctima de un edema agudo del pulmón como complicación de la insuficiencia cardíaca que padecía.

## Discografía
- En las tinieblas
- Escándalo
- Como nave sin rumbo
- Pasión sin freno
- Llora corazón
- Mi Magdalena
- Mi sueño Prohibido